# Поліцейська служба Норвегії
Поліцейська служба Норвегії

## Загальна інформація
Національна поліція Норвегії підпорядковується Міністерству юстиції і національної поліції і є повністю незалежною від збройних сил структурою. При виникненні надзвичайних ситуацій (природні катаклізми і т.п.) і проведенні рятувальних операцій поліція може вдатися до допомоги воєнізованих структур, якщо можливості цивільних формувань обмежені. В цьому випадку воєнізовані формування підпорядковуються органам поліції і зобов'язані дотримувати встановлених законом процедури, які регламентують діяльність Національної поліції.

## Функції та повноваження
Основне завдання поліції полягає в організації ефективної, передбачуваною і гнучкою поліцейської діяльності, спрямованої на благо всього суспільства. Управління поліції Норвегії було утворено в 2001 році з метою забезпечення координації роботи центральних, регіональних та місцевих структур поліції. Секція «Додатки» містить документ, що описує принципи організації проблемно орієнтованої діяльності Національної поліції Норвегії

## Структура і організація
Структура Національної поліції об'єднує 27 поліцейських округів, керують якими глави поліції, що несуть повну відповідальність за організацію роботи поліції в своїх округах. Кожен поліцейський округ має власний головний офіс і ряд поліцейських постів (в цілому 71 поліцейський пост по всій країні).
Поліцейські округи в свою чергу розділені на більш дрібні структурні підрозділи (всього їх налічується 303), командують якими начальники поліції.

## Дані про штат
Станом на 2006 штат Національної поліції Норвегії становив приблизно 12 000 співробітників

## Освіта та підготовка
Головним спеціалізованим навчальним закладом є Університетський коледж поліції Норвегії. Програма базової підготовки співробітників поліції є 3-річний освітній курс університетського коледжу, що включає широкий набір теоретичних і практичних модулів. Програма першого і третього року навчання викладається безпосередньо в коледжі. Протягом другого року курсанти зобов'язані пройти службову практику в освітніх структурах, організованих на базі поліцейських округів по всій країні.
У 2005 році бажання вступити до коледжу виявили 2 265 осіб. З них 1 134 кандидата були відібрані для проходження вступного тесту і 360 зараховані курсантами коледжу. 37% учнів в Університетському коледжі поліції Норвегії в 2005 році становили жінки.
Коледж пропонує комплексну програму навчання в наступних основних областях: завдання співробітника поліції; організація слідчих заходів і заходів щодо профілактики злочинів; роль органів поліції в сфері організації звинувачення; адміністративні обов'язки; розвиток навичок лідерства. Науково-дослідна робота в коледжі ведеться як на короткостроковій, так і довгостроковій основі з різної тематики (вдосконалення поліцейської діяльності, роль органів поліції в суспільстві і т.д.).

## Звання

Поліцейський резерву (Politireserven)
Офіцер поліції 1 рангу (Politibetjent 1)
Офіцер поліції 2 рангу (Politibetjent 2)
Офіцер поліції 3 рангу (Politibetjent 3)
Перший офіцер (Politiførstebetjent)
Старший офіцер (Politioverbetjent)
Начальник відділку (Politistasjonssjef/Lensmann)
Молодший юрист (Politifullmektig)
Юрист (Politiadvokat)
Інспектор (Politiinspektør)
Віце-шеф поліції (Visepolitimester)
Шеф поліції (Politimester)
Помічник директора (Assisterende politidirektør)
Директор (Politidirektør)

## Галерея

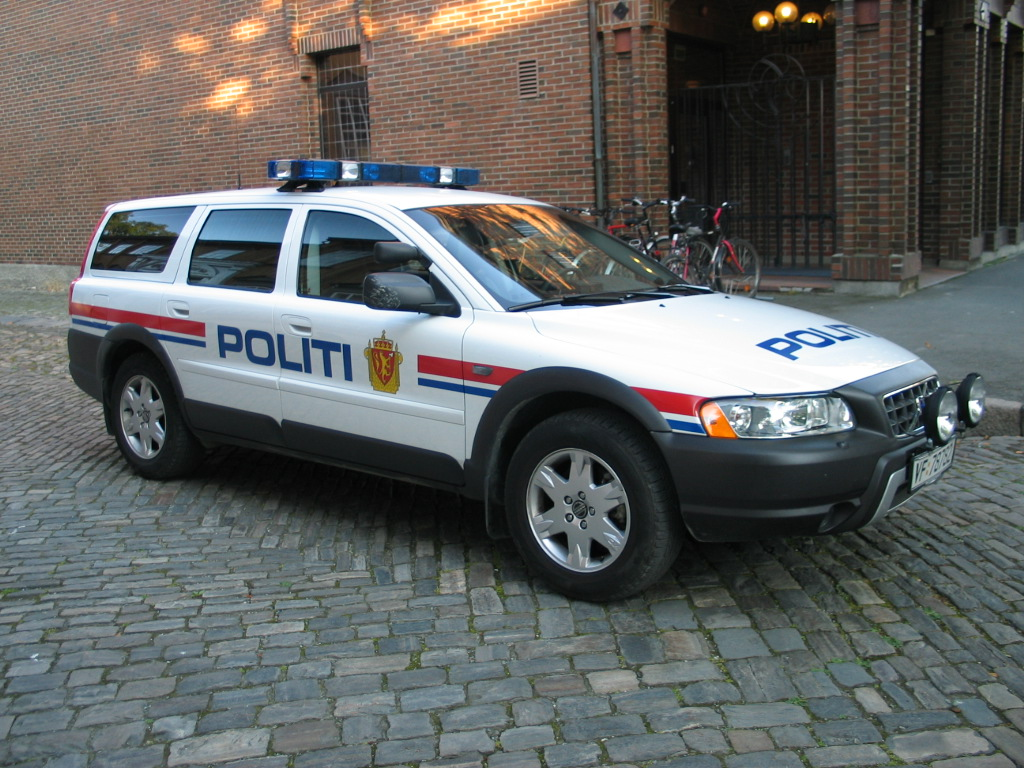
Поліцейський автомобіль
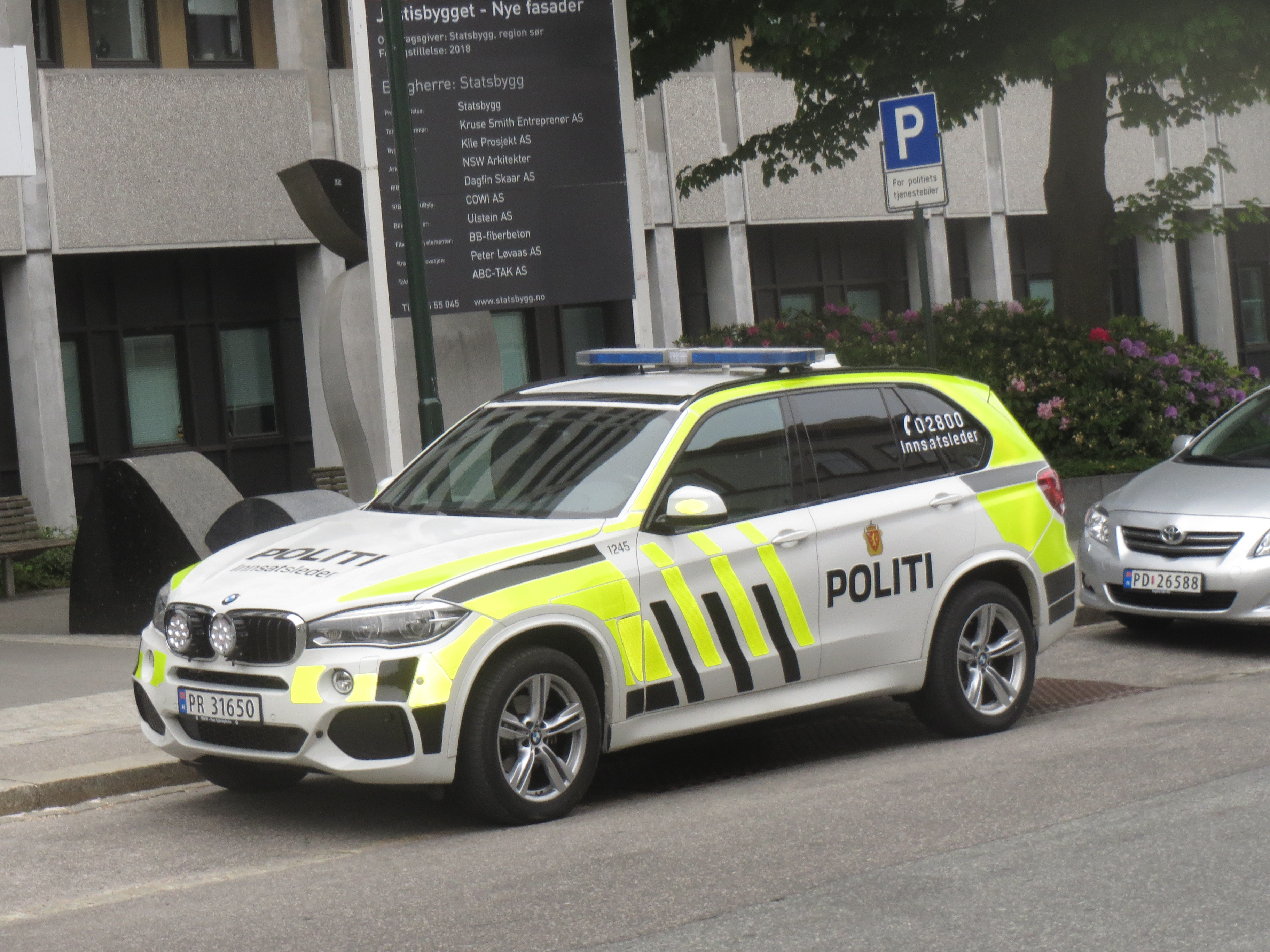
Поліцейський автомобіль
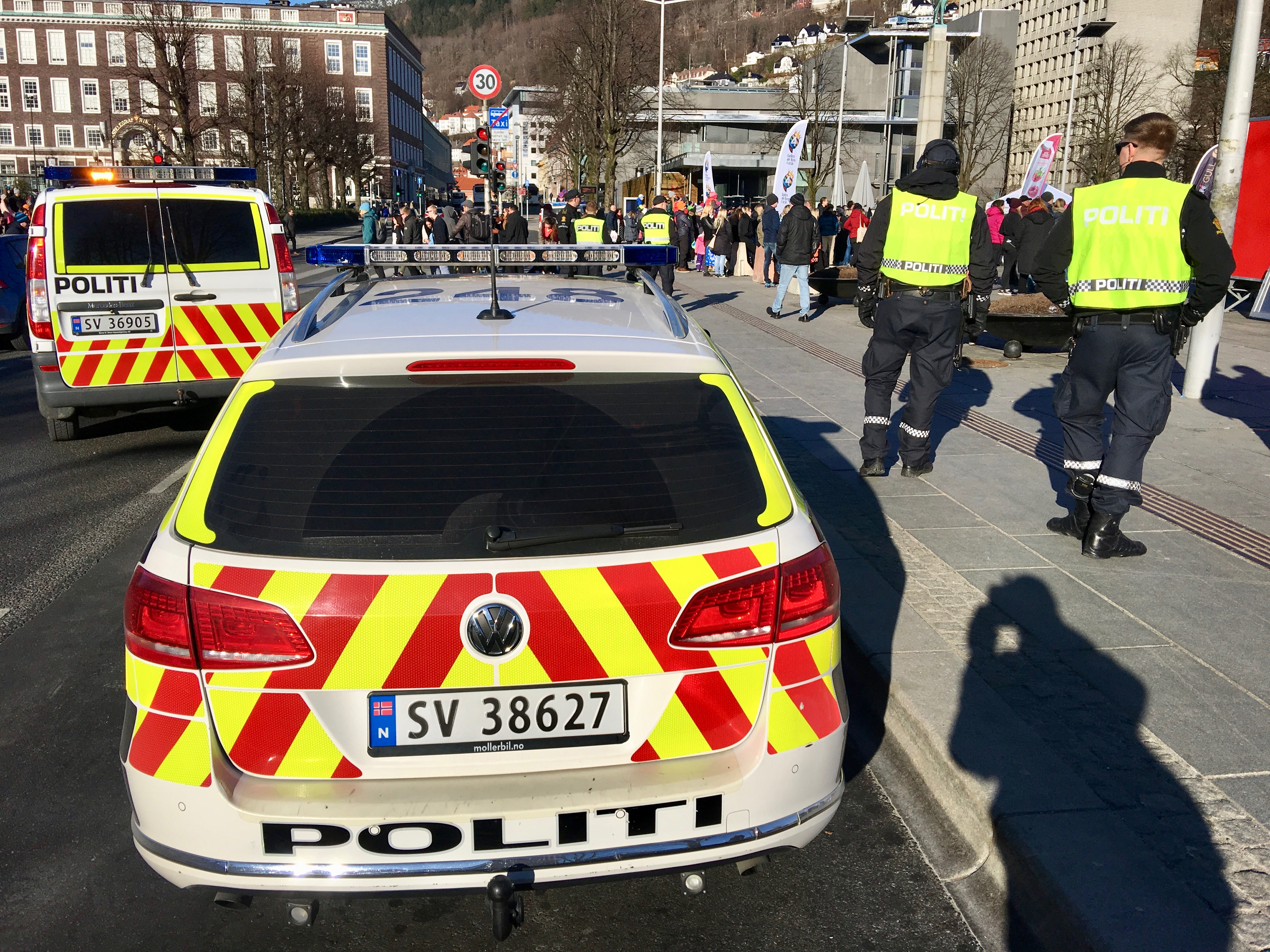
Поліцейський автомобіль
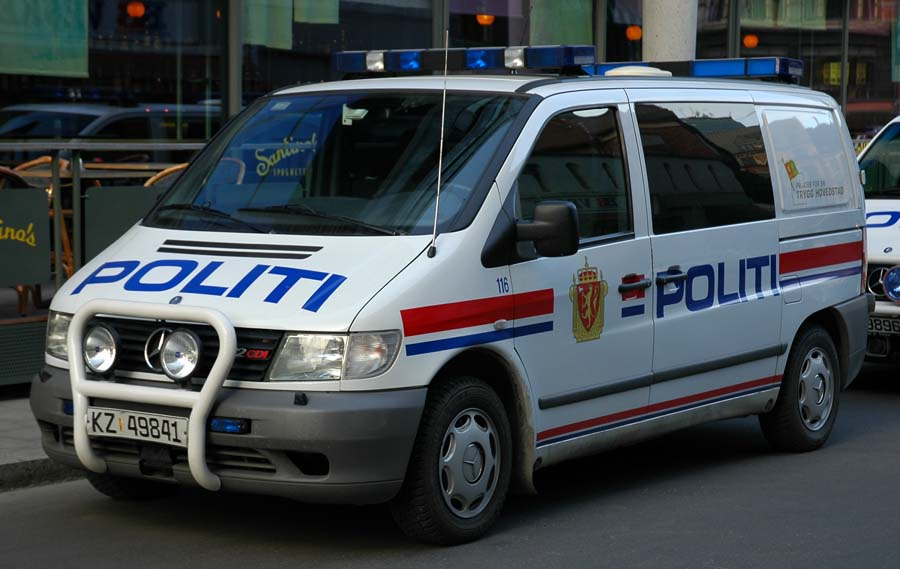
Поліцейський мікроавтобус
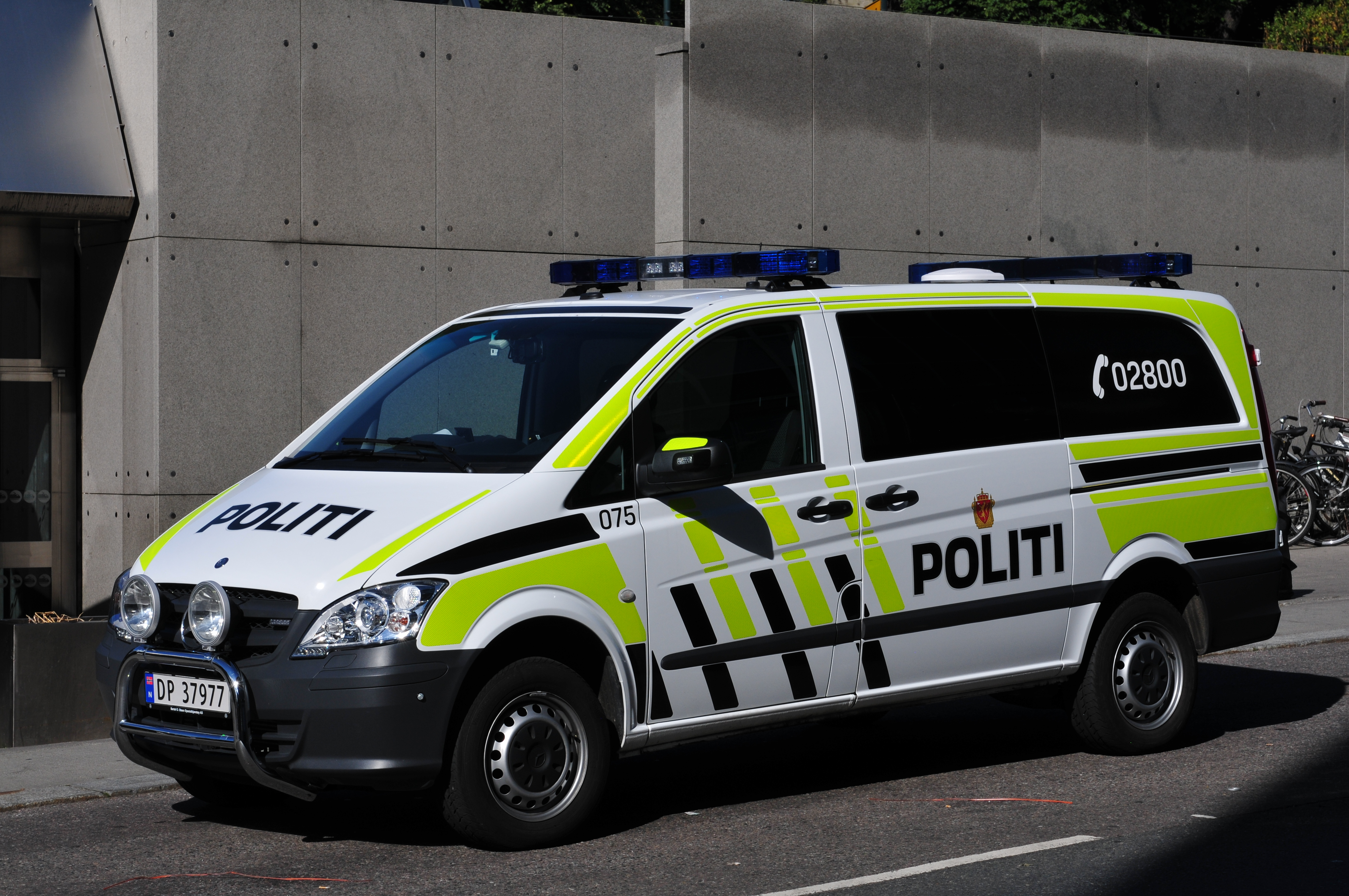
Поліцейський мікроавтобус
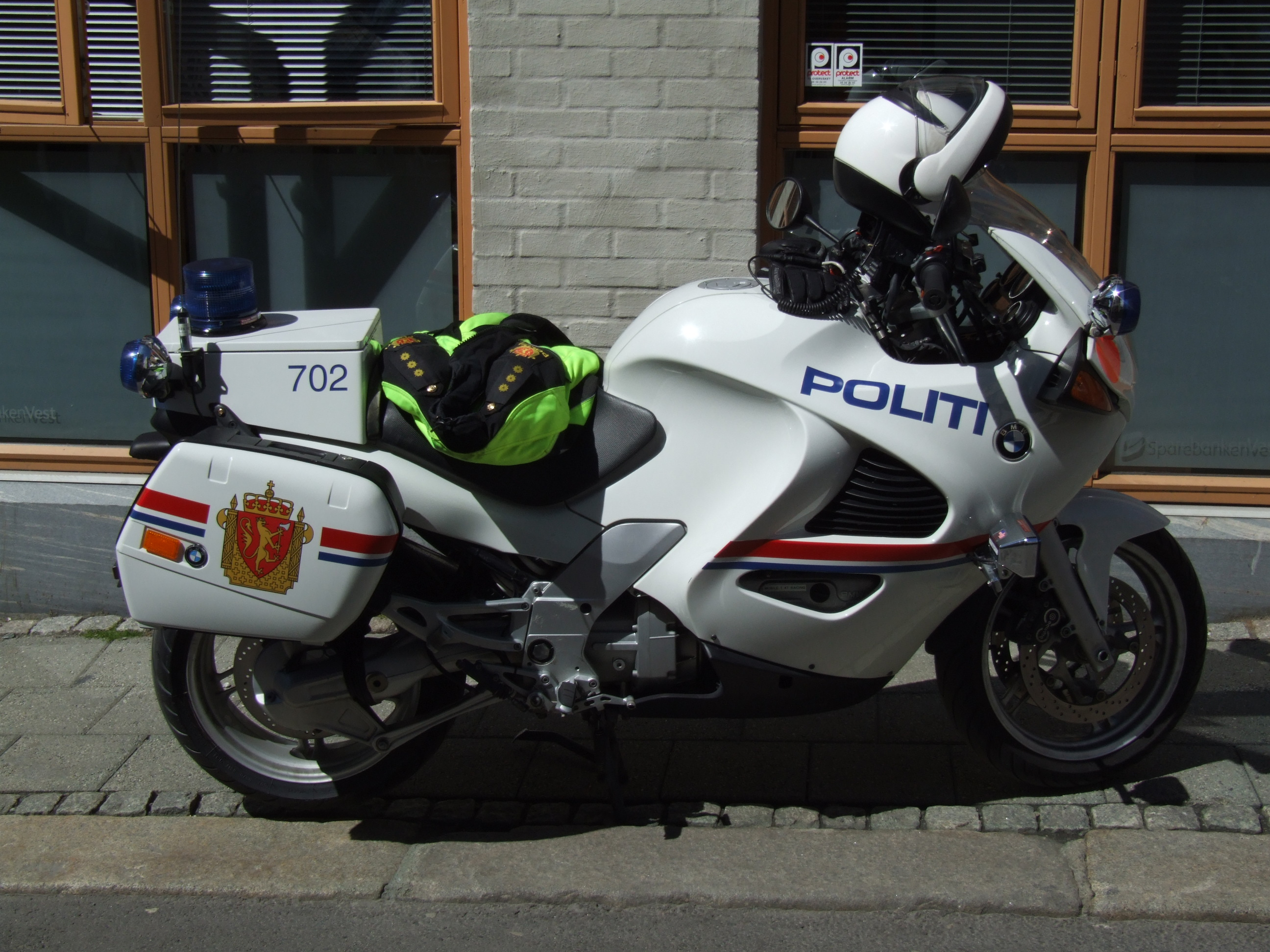
Поліцейський мотоцикл
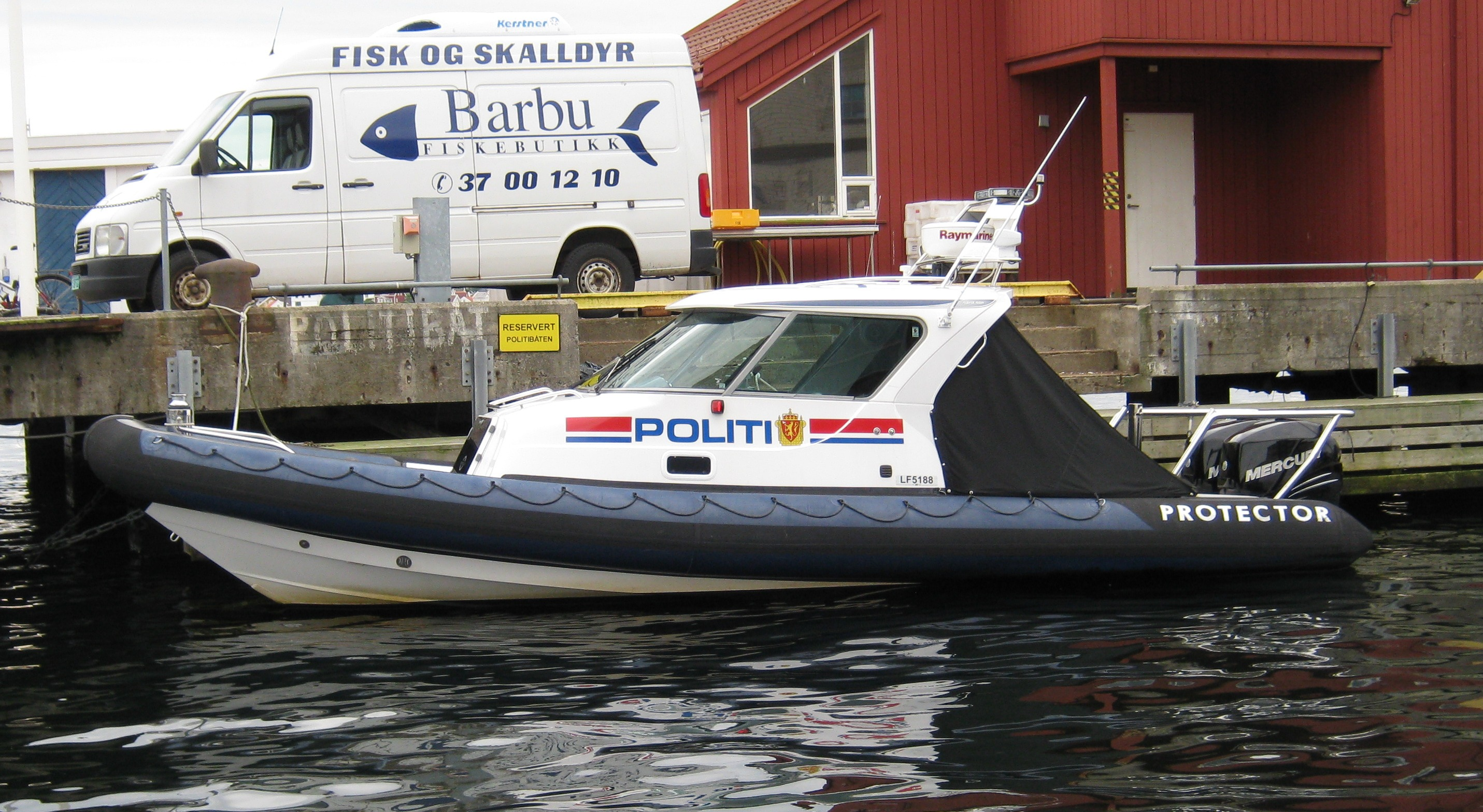
Поліцейський човен
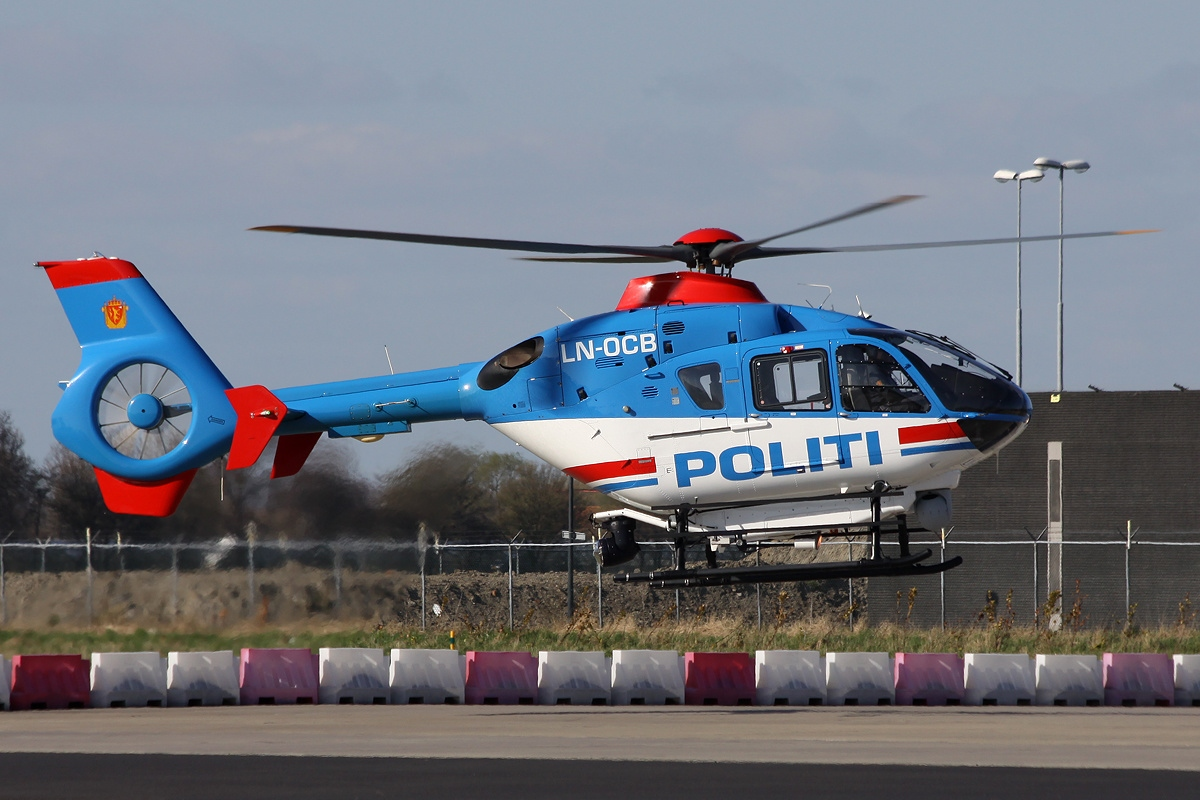
Поліцейський гелікоптер
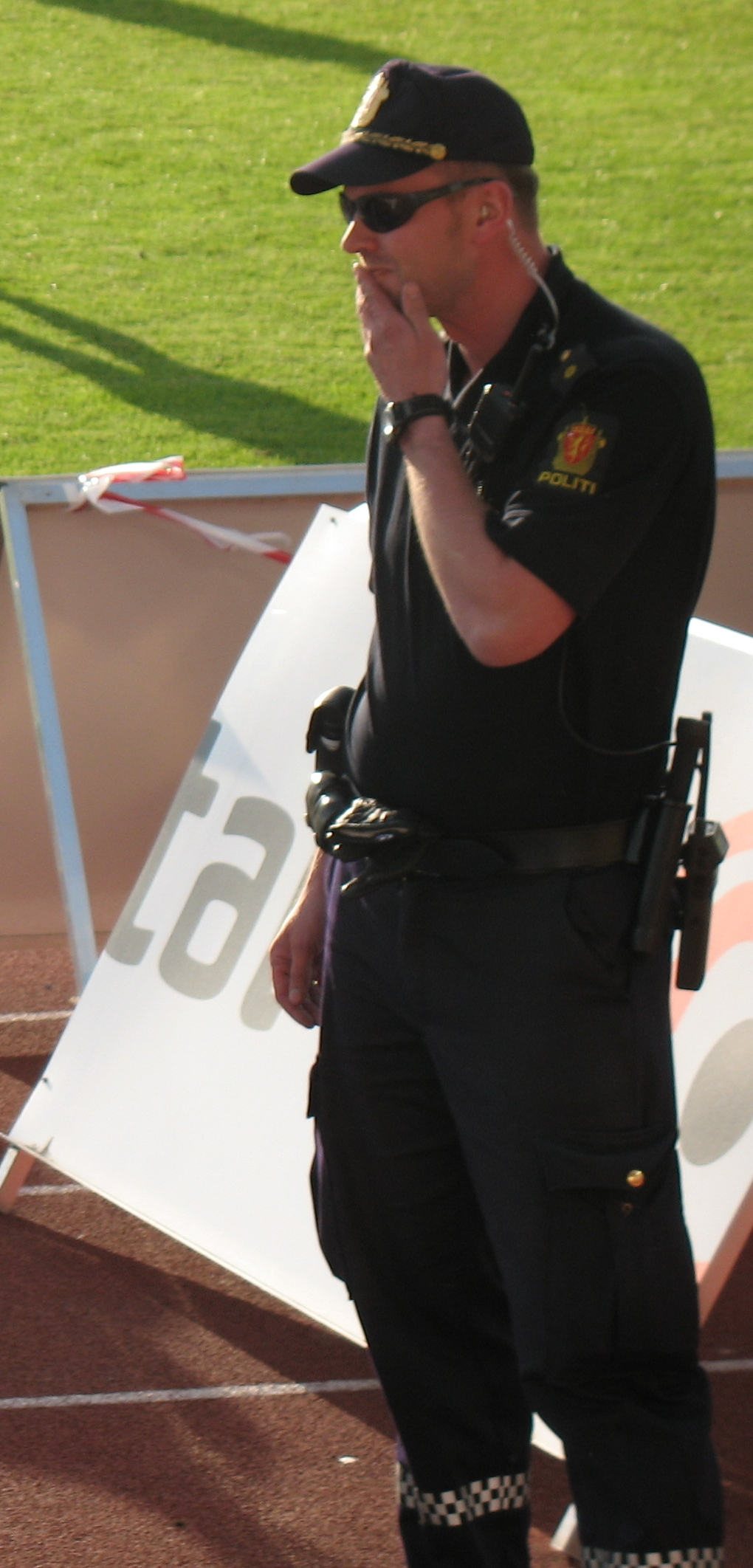
Норвезький поліцейський
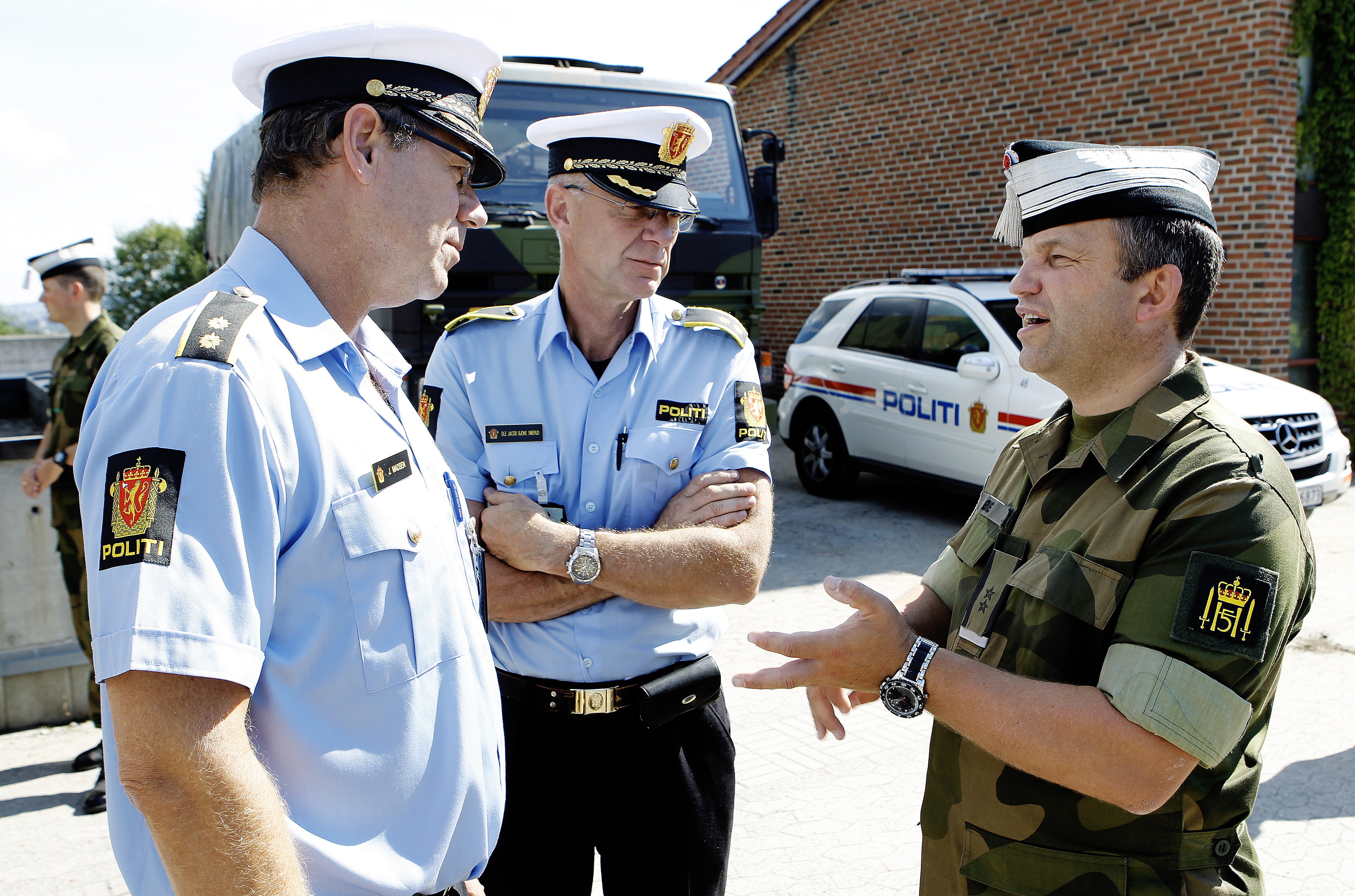
Норвезькі поліцейські
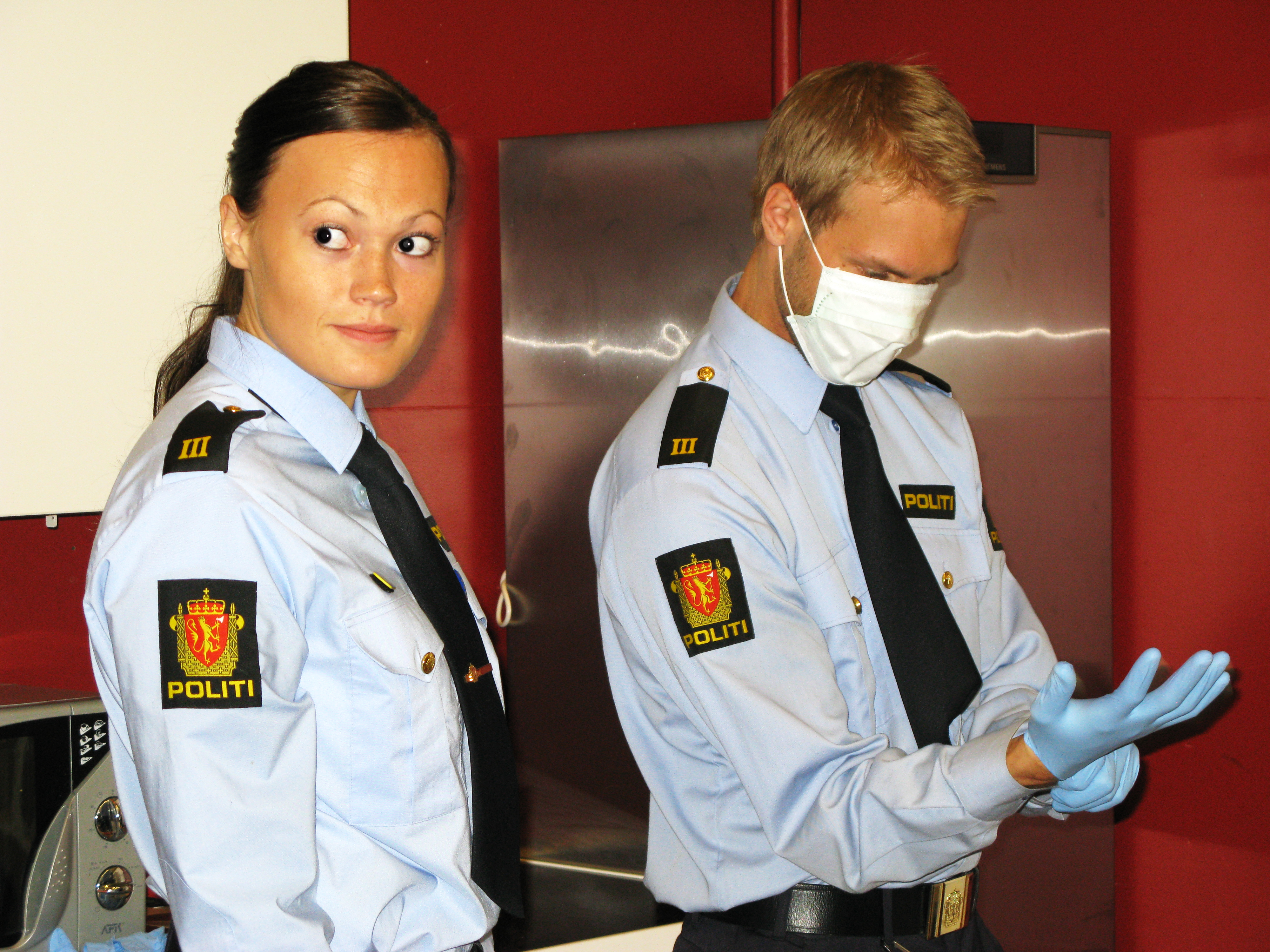
Норвезькі поліцейські
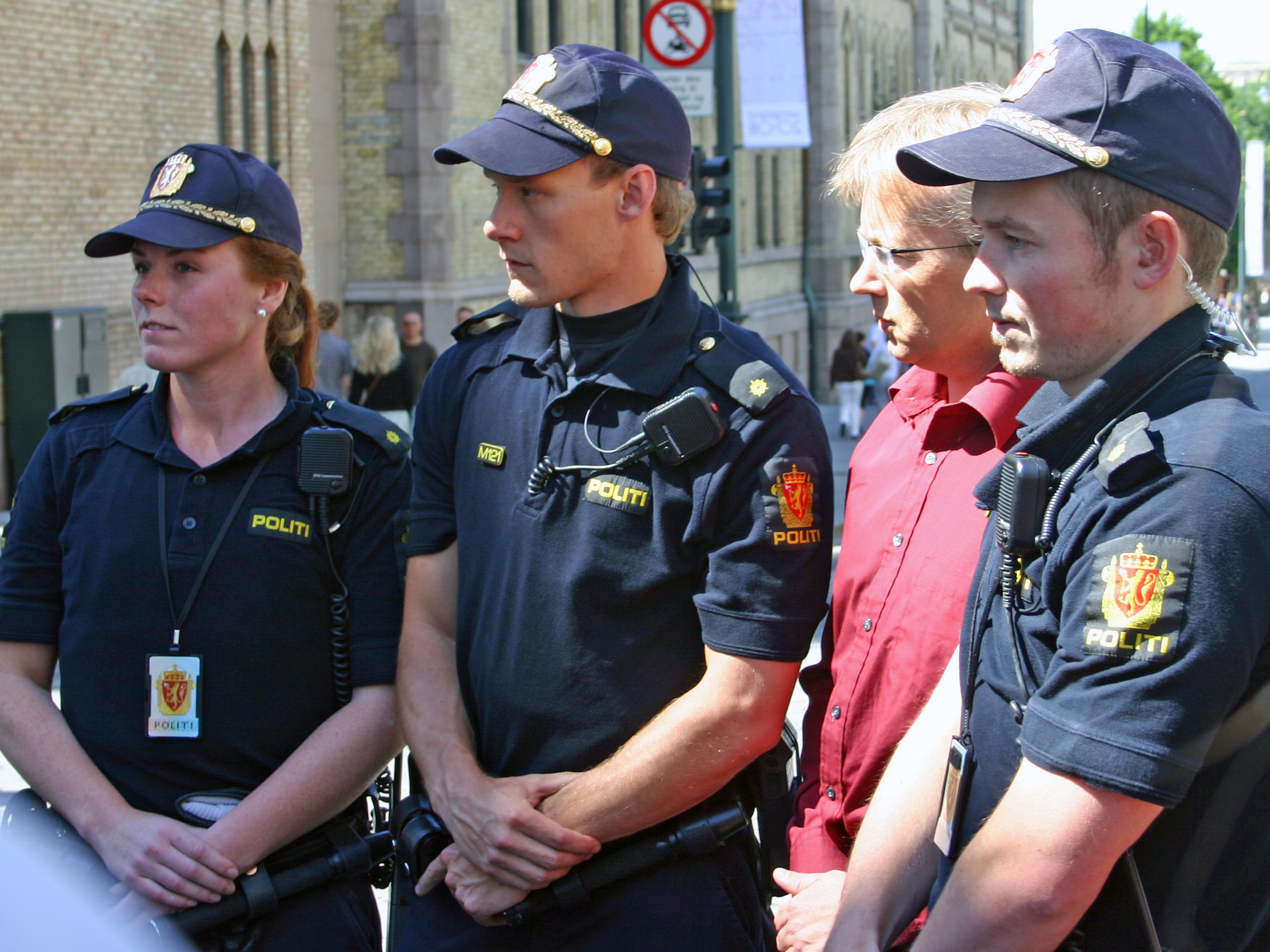
Норвезькі поліцейські
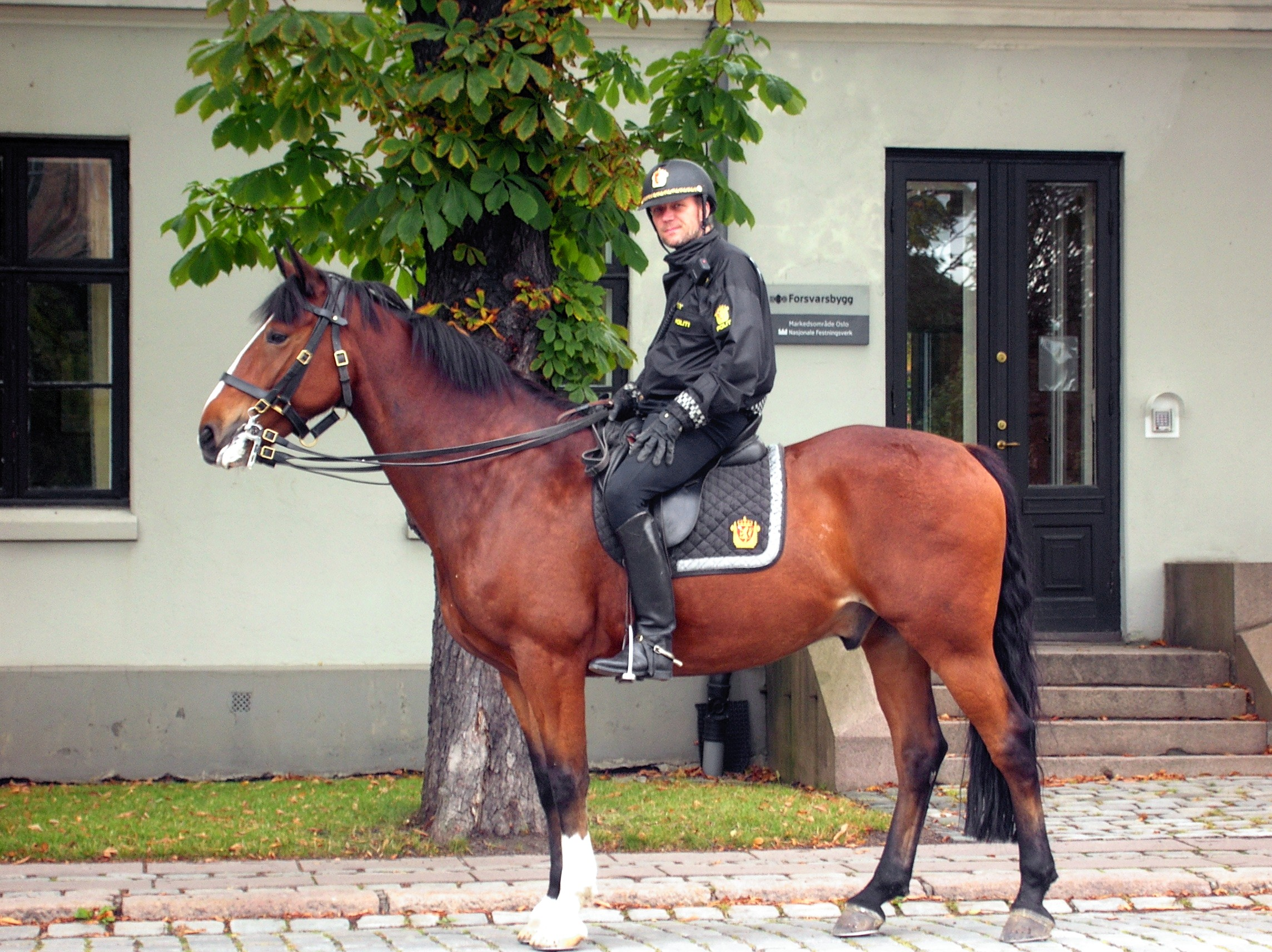
Кінна поліція
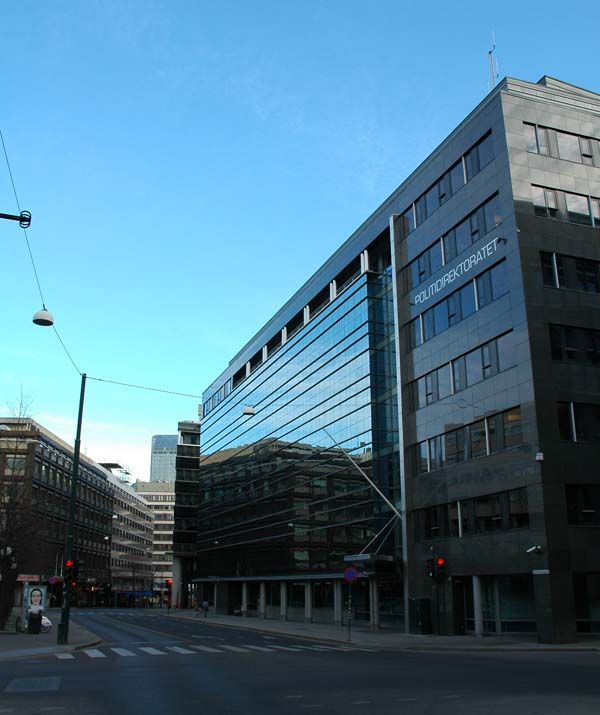
Директорат поліції Норвегії